# Oxbrotten
Oxbrotten är skär i Åland (Finland). De ligger i den södra delen av landskapet, 21 km söder om huvudstaden Mariehamn.
Terrängen runt Oxbrotten är mycket platt. Trakten är glest befolkad. Närmaste större samhälle är Lemland, 18,7 km norr om Oxbrotten. 